# Rita Benneditto
Rita Benneditto, nome artístico de Rita de Cássia Ribeiro (São Benedito do Rio Preto, 13 de junho de 1966), é uma cantora e compositora brasileira.

## Biografia
Nascida em São Benedito do Rio Preto, no interior maranhense, mudou-se com sua família aos dois meses de vida para a capital, São Luís, local para onde seus pais foram buscar melhores condições de vida. Durante a infância e adolescência já demonstrava natural aptidão e interesse pelo canto, onde participava do coral de uma igreja no bairro em que vivia.
Nos anos 80 começou a trabalhar cantando informalmente em bares e boates da região, sempre fazendo sucesso. Nesta época, junto de algumas amigas, montou o grupo Vira Canto, e paralelo a isto, começou a atuar como backing vocal nos shows de Chico Maranhão e Josias Sobrinho, conhecidos cantores locais. Pouco tempo depois, Rita foi contratada para cantar diversos ritmos musicais no grupo folclórico Boi Barrica. 
Em 1989, em busca de melhores oportunidades na área musical e querendo profissionalizar-se, mudou-se sozinha para São Paulo. Na capital paulista começou a cantar em rodas de samba, e paralelo a isto começou a estudar canto em um Instituto de Música, tendo aulas com Ná Ozzetti e Madalena Bernardes.
Após oito anos fazendo shows na noite paulistana, testando repertório e arranjos, Rita lançou em 1997 o seu primeiro CD, Rita Ribeiro, pela gravadora Velas. O disco foi produzido por dois compositores: O paulista Mário Manga e pelo maranhense Zeca Baleiro, que assinou 5 das 14 faixas, inclusive Lenha, que fez muito sucesso, e mais tarde foi regravado por Simone. A partir daí passou q fazer shows por todo o Brasil.
Em 1999, a cantora lançou seu 2º CD, Pérolas aos Povos, pela MZA, mantendo a mistura de elementos de música tradicional e influências mais modernas que caracterizava o seu primeiro trabalho. O disco foi lançado também nos Estados Unidos, acompanhado de sua primeira turnê internacional, sendo este disco agraciado com o certificado de qualidade pelo selo nova-iorquino Putumayo. No mesmo ano a cantora se apresentou no Festival de Montreux, na Suíça.
Em 2002 lançou seu 3º CD, Comigo, pela MZA Music com produção de Marco Mazzola, co-produção de Rita Benneditto e Pedro Mangabeira, mostrando uma cara mais pop mesmo quando interpreta temas regionais.
Em 2006 lançou seu quarto trabalho, o CD Tecnomacumba lançado pela Manaxica Produções com distribuição da Biscoito Fino. Este trabalho reflete a religiosidade de Rita, adepta do candomblé, cantando também faixas de umbanda, tambor de mina e quimbanda em seu CD.
Depois de editar em DVD e CD a versão ao vivo de seu projeto Tecnomacumba em 2014 Rita lançou o álbum Encanto com composições novas e releituras para músicas de Roberto Carlos, Gilberto Gil, Erasmo Carlos, Jorge Benjor e Djavan. Poucos meses depois lançou o álbum Som e Fúria ao lado da cantora Jussara Silveira.
Em 2012, adotou o nome artístico Rita Benneditto, em homenagem ao sobrenome de seu pai e à sua cidade natal.

### O Projeto Tecnomacumba
Desde sua estreia fonográfica, em 1997, a cantora maranhense Rita Benneditto mostrava seu apego à musicalidade reverente às tradições religiosas afro-brasileiras. Já no primeiro disco, ela readaptou, com destaque, Jurema, ponto de uma cabocla reverenciada na umbanda. Ali já havia o embrião do projeto Tecnomacumba, que viria a tomar corpo há dois anos quando Rita montou um show exclusivamente com músicas com temática religiosa afro-brasileira, destacando a musicalidade advinda do candomblé, da umbanda e da quimbanda e do tambor de mina, incluindo citações a pontos tradicionais, próprios dos terreiros. O show virou sucesso de público e de crítica.
Sem contrato com gravadora, a cantora Rita  batalhou bastante para transformar em CD o show que já tinha conquistado sua fatia de público. Depois de anos, a opção encontrada foi pela produção independente através de seu escritório, Manaxica Produções, até que foi acertado seu lançamento pela gravadora carioca Biscoito Fino. Mesmo já tendo algumas músicas disponíveis para download na internet, fato que levou algumas faixas a conquistar DJs por todo o Brasil, Rita Benneditto optou por gravar todo o material entre janeiro e junho deste ano com uma produção mais bem acabada. Assim, Tecnomacumba chegou às lojas já consagrado e estalando de novidades.
Ao repertório escolhido - entre composições de Caetano Veloso, Gilberto Gil, Jorge Benjor, Dorival Caymmi, Wilson Moreira, entre outros, Rita buscou citações tiradas em pontos de terreiro, reverenciando os orixás. Por exemplo, na canção É D´Oxum (Gerônimo/ Vevé Calasans), ela cita alguns versos de pontos dedicados a orixá Oxum, vindos dos terreiros praticantes das religiões afro-brasileiras. O resultado garante uma riqueza ainda maior ao simples fato de transpor para a música eletrônica as batidas dos atabaques, o que daria um resultado mais real aos ouvintes. Ela enriquece uma ideia que já nasceu interessante, e superou expectativas da crítica e do público.
Algumas músicas, como a própria Jurema (domínio público) e Cocada (Antônio Vieira), que já tinham sido registradas por ela, ganharam mais brilho e contemporaneidade. A música Cavaleiro de Aruanda (de Tony Osanah) também já vinha sendo ouvida em seus shows. É interessante notar que, apesar de boa parte das músicas já terem feito sucesso nas vozes de outras intérpretes - em especial da cantora umbandista Clara Nunes - expoente do samba e das religiões afro-brasileiras para o Brasil e o mundo, a qual Rita sempre creditou como uma grande influência em seu estilo e repertório -, como é o caso da canção A Deusa dos Orixás, as versões deste CD apontam para outras leituras bem distintas, sem parecer um mero decalque.
Comemorando 15 anos de Tecnomacumba, em 2018 a cantora lançou o single 7 Marias, em homenagem ao universo mágico regido pelas pombagiras, música esta composta por ela e por Felipe Pinaud, com videoclipe dirigido por Gabriel Calderon, Thais Gallart e Rafael Saar.

## Delícias Cantadas do Maranhão
Numa parceria com o Canal Futura e a Rede Globo, Rita ensinava ao público cantando receitas típicas de comidas maranhenses neste programa, que tem duração média de um minuto e meio, e é exibido periodicamente durante a programação. Sempre que é exibida, Rita aparece cantando, e no fundo, animações representando a receita que ela está ensinando. Algumas receitas cantadas:
- Cuxá Orquestrado
- Peixe no Samba
- Sururu Chorado
- Torta de Camarão Zabumbada

## Discografia
Álbuns de estúdio
- Rita Ribeiro (1997)
- Pérolas aos Povos (1999)
- Comigo (2001)
- Tecnomacumba (2006)
- Encanto (2014)
- Som e Fúria com Jussara de Oliveira (2015)

Coletâneas
- Novo Millenium (2003)
- Vip Collection (2008)

Ao vivo
- Três Meninas do Brasil com Teresa Cristina e Jussara de Oliveira (2008)
- Tecnomacumba a tempo e ao vivo (2009)